# Gouvernement de La Fontaine
 Gouvernement Willmar
Le gouvernement de La Fontaine (luxembourgeois : Regierung de La Fontaine), est le gouvernement du Luxembourg en fonction du 1er août au 2 décembre 1848.

## La transition
La plupart des hommes qui ont administré le pays depuis l’octroi de la charte de 1841 réussissent à traverser l’orage de la révolution de 1848 et à se maintenir en place même après l’entrée en vigueur de la nouvelle Constitution le 1er août. Longtemps, le gouverneur de La Fontaine a exclu toute possibilité de rébellion au Grand-Duché dans ses rapports à son roi. Quand, en mars 1848, les troubles éclatent dans plusieurs localités, le gouvernement, en accord avec Guillaume II, s’engage immédiatement dans la voie des concessions. Le 15 mars, un arrêté supprime la censure. L’Assemblée constituante convoquée pour élaborer une nouvelle Constitution est présidée par Théodore de La Fontaine. Aussi le souverain reconduit-il de La Fontaine, Jurion, Simons et Ulveling dans leurs fonctions au sein du Conseil de gouvernement. Seul Théodore Pescatore démissionne et est remplacé par Jean-Pierre André. L’ancien gouverneur porte désormais le titre de « président du Conseil » et les membres celui d’« administrateur général ». Le nouveau gouvernement est responsable devant la Chambre des députés et doit contresigner les actes du souverain. Il est soumis au contrôle étroit du Parlement, qui vote annuellement le budget.

## Composition
| Portefeuille | Titulaire                              | Titulaire |
| --- | -------------------------------------- | --------- |
| Président du Conseil de gouvernement Administrateur général des Affaires étrangères, de la Justice et des Cultes | Gaspard-Théodore-Ignace de La Fontaine |           |
| Administrateur général de l'Intérieur                                                                            | Vendelin Jurion                        |           |
| Administrateur général des Affaires communales                                                                   | Charles-Mathias Simons                 |           |
| Administrateur général des Travaux publics de l'État et des Communes et des Affaires militaires a.i.             | Jean-Pierre André                      |           |
| Administrateur général des Finances                                                                              | Jean Ulveling                          |           |

## La politique extérieure et intérieure
Situant le danger révolutionnaire davantage du côté de la Belgique et de la France, le gouvernement de La Fontaine pousse à une observation stricte des obligations fédérales
du Grand-Duché. Ainsi, contrairement à la volonté de l’opinion publique, il préconise une participation active à la politique allemande et soutient la décision de l’Assemblée constituante d’envoyer des députés au Parlement de Francfort, où l’unification de l’Allemagne est débattue.
Sur le plan intérieur, le gouvernement de La Fontaine fait voter deux lois par la Chambre : la loi communale du 23 octobre 1848, qui essaie de concilier l’autonomie des communes et leur contrôle par l’État, et la loi sur la naturalisation du 12 novembre 1848. Lors des délibérations concernant cette législation surgira la question de confiance qui mettra un terme au gouvernement de La Fontaine.

## Repères chronologiques
- 22 février – 24 février : Révolution de février à Paris
- 13 mars – 15 mars : Insurrection à Vienne
- 14 mars : Des troubles éclatent à Ettelbruck
- 15 mars : Abolition de la censure au Grand-Duché.
- 16 mars : Rassemblement de manifestants devant la maison du bourgmestre de la Ville de Luxembourg
- 18 mars : Émeutes à Berlin
- 25 avril :  Réunion de l’Assemblée constituante à Ettelbruck
- 18 mai : L’Assemblée nationale allemande se réunit dans l’église Saint-Paul de Francfort.
- 23 juin : Adoption d’un texte constitutionnel calqué sur la constitution libérale de la Belgique
- 10 juillet Guillaume II prête serment sur la Constitution.
- 1er août : La nouvelle Constitution entre en vigueur.
- 23 octobre : Loi sur les communes
- 12 novembre : Loi sur les naturalisations